# بییاکارالن
بییاکارالن (به اسپانیایی: Villacarralón) یک شهرستان در اسپانیا است که در استان وایادولید واقع شده‌است.